# Sportvagns-VM 1992
Sportvagns-VM 1992 vanns av Derek Warwick och Yannick Dalmas för Peugeot.

## Delsegrare
| Bana           | Vinnare                                    | Märke   |
| -------------- | ------------------------------------------ | ------- |
| Monza          | Geoff Lees Hitoshi Ogawa                   | Toyota  |
| Silverstone    | Yannick Dalmas Derek Warwick               | Peugeot |
| Le Mans        | Yannick Dalmas Derek Warwick Mark Blundell | Peugeot |
| Donington Park | Philippe Alliot Mauro Baldi                | Peugeot |
| Suzuka         | Yannick Dalmas Derek Warwick               | Peugeot |
| Magny-Cours    | Philippe Alliot Mauro Baldi                | Peugeot |

## Slutställning (förare)
| Plats | Förare                       | Märke   | Poäng |
| ----- | ---------------------------- | ------- | ----- |
| 1     | Yannick Dalmas Derek Warwick | Peugeot | 98    |
| 2     | Philippe Alliot Mauro Baldi  | Peugeot | 64    |
| 3     | Geoff Lees                   | Toyota  | 59    |
| 4     | Jan Lammers                  | Toyota  | 35    |
| 5     | Ferdinand de Lesseps         | Spice   | 34    |
| 6     | Maurizio Sandro Sala         | Mazda   | 29    |
| 7     | Johnny Herbert               | Mazda   | 25    |
| 8     | David Brabham                | Toyota  | 22    |
| 9     | Hitoshi Ogawa                | Toyota  | 20    |
| 10    | Will Hoy                     | Spice   | 18    |

## Slutställning (team)
| Plats | Team    | Poäng |
| ----- | ------- | ----- |
| 1     | Peugeot | 115   |
| 2     | Toyota  | 79    |
| 3     | Mazda   | 39    |